# Rund um die Nürnberger Altstadt 2002
Il Rund um die Nürnberger Altstadt 2002, dodicesima edizione della corsa, si svolse il 1º settembre 2002 su un percorso di 194 km, con partenza e arrivo a Norimberga. Fu vinto dal tedesco Erik Zabel della Team Telekom davanti ai suoi connazionali Olaf Pollack e Steffen Radochla.

## Ordine d'arrivo (Top 10)
| Pos. | Corridore          | Squadra                      | Tempo    |
| ---- | ------------------ | ---------------------------- | -------- |
| 1    | Erik Zabel         | Team Telekom                 | 4h29'29" |
| 2    | Olaf Pollack       | Gerolsteiner                 | s.t.     |
| 3    | Steffen Radochla   | Team Coast                   | s.t.     |
| 4    | Werner Riebenbauer | Team Nürnberger Versicherung | s.t.     |
| 5    | Roman Luhovyy      |                              | s.t.     |
| 6    | Giosuè Bonomi      | Team Colpack-Astro           | s.t.     |
| 7    | Robert Förster     | Team Nürnberger Versicherung | s.t.     |
| 8    | Mauro Zinetti      | Index-Alexia                 | s.t.     |
| 9    | Andreas Beikirch   | Team Cologne                 | s.t.     |
| 10   | Enrico Poitschke   | Team Wiesenhof               | s.t.     |